# Alejandro Suárez (cineasta)
Alejandro Suárez (La Habana, septiembre de 1971) es un escritor, guionista, productor y empresario cubano-boliviano.

## Biografía
Es ingeniero informático y ha sido docente de materias de informática en la universidad técnica privada de Santa Cruz, UTEPSA.
Como escritor ha publicado los libros:
- Desayuno en la cama (Premio de la Municipalidad Santa Cruz de la Sierra)[1]

- El mundo de José[2]

- Irina, el sexo y la nueva izquierda[3]

- El perro en el año del perro [4] (novela ganadora del Concurso por el 450 Aniversario de Santa Cruz de la Sierra)

- Por nuestra Perestroika[5]

Relatos suyos fueron publicados en diversas antologías y en diversas revistas digitales.
En el 2016 su cuento “¿Dónde sucedió el Big Bang?” obtuvo mención en la XV edición del Premio Iberoamericano de Cuento Julio Cortázar

## Obra fílmica
Ha participado en la dirección, escritura y producción de numerosos cortometrajes, el más destacado "Nina" donde es nombrado como coguionista, cortometraje ganador del "48 hour film project" de Santa Cruz de la sierra, seleccionado en el festival "Filmapalooza ", y participante en el "Short Film Corner " del festival de cine de Cannes.
Productor y consultor de guion de Barbara y Santa Clara, del director Pedro Antonio Gutiérrez, Productor de Emputadas del director Tomás Bascopé, actualmente en preproducción de su debut como director con la película "El perro en el año del perro"